# Lewis i Harris
Lewis i Harris (en anglès: Lewis and Harris, i en gaèlic escocès: Leòdhas agus na Hearadh) és una illa situada a les Hèbrides exteriors amb 2.178,98 km². És l'illa més gran d'Escòcia i la tercera illa més gran de les Illes Britàniques, després de Gran Bretanya i Irlanda.
Aquesta illa és la llar ancestral del Clan MacLeod de les Highland. Lewis també és la llar ancestral del Clan Morrison. Els Lewis chessmen són una famosa col·lecció de peces d'escacs del segle xii elaborades amb ivori de morsa. Van ser descobertes a Uig el 1831. La principal indústria és la fabricació a mà de Harris tweed.

## Geografia
La part nord d'aquesta illa s'anomena Lewis, la part sud és Harris. El límit entre Lewis i Harris és on l'illa es fa més estreta entre Loch Resort (Reasort) i Loch Seaforth (Shiphoirt). La major part de Harris està aturonat mentre que Lewis és relativament plana. Fins al 1975, Lewis pertanyia al comtat de Ross and Cromarty i Harris a Inverness-shire. Actualment tota l'illa pertany a Comhairle nan Eilean Siar, el Isles Council occidental.
Lewis i Harris és l'illa més poblada de les illes d'Escòcia i tenia 20.500 residents l'any 2011, una alça del 5,6% des del 2001. La parròquia civil de Stornoway, inclou la ciutat principal i diverses viles veïnes, té uns 12.000 habitants.